# Spantvorm
De rompvorm of spantvorm van een schip bepaalt voor een groot gedeelte het gedrag van de boot in het water. Toen zeilboten voornamelijk van hout gemaakt werden was de spantvorm ook van wezenlijk belang voor de kosten van een boot. Tegenwoordig wordt met materialen zoals polyester en epoxy gewerkt, waardoor de romp iedere willekeurige vorm kan aannemen. Dit artikel behandelt spantvormen van zeilboten.

## Knikspant

Knikspant

Een knikspantromp bestaat uit rechte planken, die onder een hoek aan elkaar verbonden zijn. De knikspant is de eenvoudigste rompvorm, omdat er alleen met rechte planken gewerkt wordt. Deze planken worden in de lengterichting vaak wel gebogen. De meeste zelfbouwboten hebben een knikspant. Voordelen van dit type spant zijn de lage productiekosten en de (meestal) vrij vlakke bodem, waardoor de boot sneller gaat planeren.
Knikspantvormen bestaan in drie typen: 
- knikspanten met V-bodem,
- knikspanten met vlakke bodem
- multiknikspanten.

Bij knikspanten kan gebruikgemaakt worden van een zwaard of aangehangen kiel.
Typische voorbeelden zijn de Valk en Optimist.

### Multiknikspant
Multiknikspantboten zijn boten met een meer ronde vorm. Een typisch voorbeeld is het Waarschip.

## Rondspant

Semi-rondspant

De rondspant romp bestaat uit een doorlopende (ronde) vorm. Bij rondspanten wordt net als bij de knikspanten gebruikgemaakt van een zwaard of een aangehangen kiel. Het voordeel van de rondspant is dat het een mooi midden is tussen de S-spant en knikspant. Typische voorbeelden van een rondspant zijn de Centaur en Laser.

## S-spant

S-Spant

Bij de s-spant loopt de romp vloeiend over in de kiel. Hierdoor zitten er geen scherpe hoeken in de romp. Boten met deze romp hebben een vaste kiel, of een kielmidzwaard. Dit is een korte kiel waaruit nog een zwaard steekt. Voorbeelden van de s-spant zijn de Yngling en de Randmeer.